# Acacia inopinata
Acacia inopinata är en ärtväxtart som beskrevs av David Prain. Acacia inopinata ingår i släktet akacior, och familjen ärtväxter. Inga underarter finns listade i Catalogue of Life.